# Fustis biextuta
Fustius biextuta là một loài bướm đêm thuộc họ Erebidae. Loài này có ở Thái Lan.
Sải cánh dài 12–13 mm.